# Chelonus bicolorus
Chelonus bicolorus är en stekelart som beskrevs av He 2003. Chelonus bicolorus ingår i släktet Chelonus och familjen bracksteklar. Inga underarter finns listade i Catalogue of Life.